# 台東線

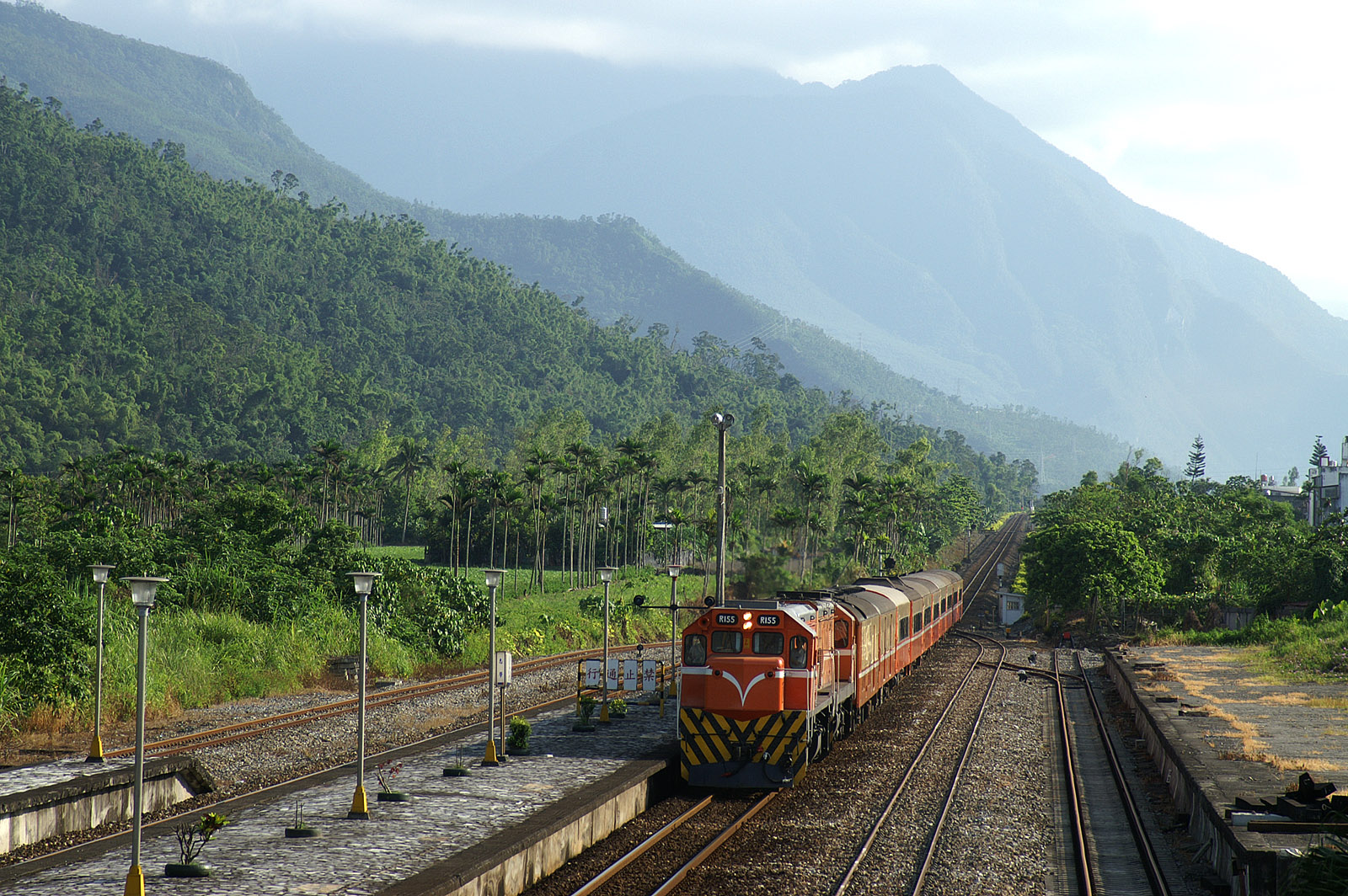
志学駅に入線する莒光号

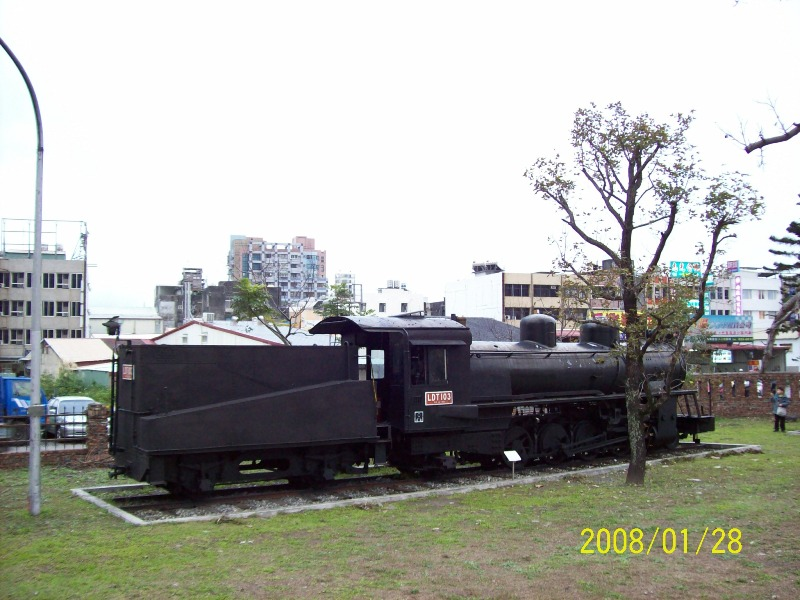
花蓮に保存されているナローゲージ時代のLDT100型蒸気機関車

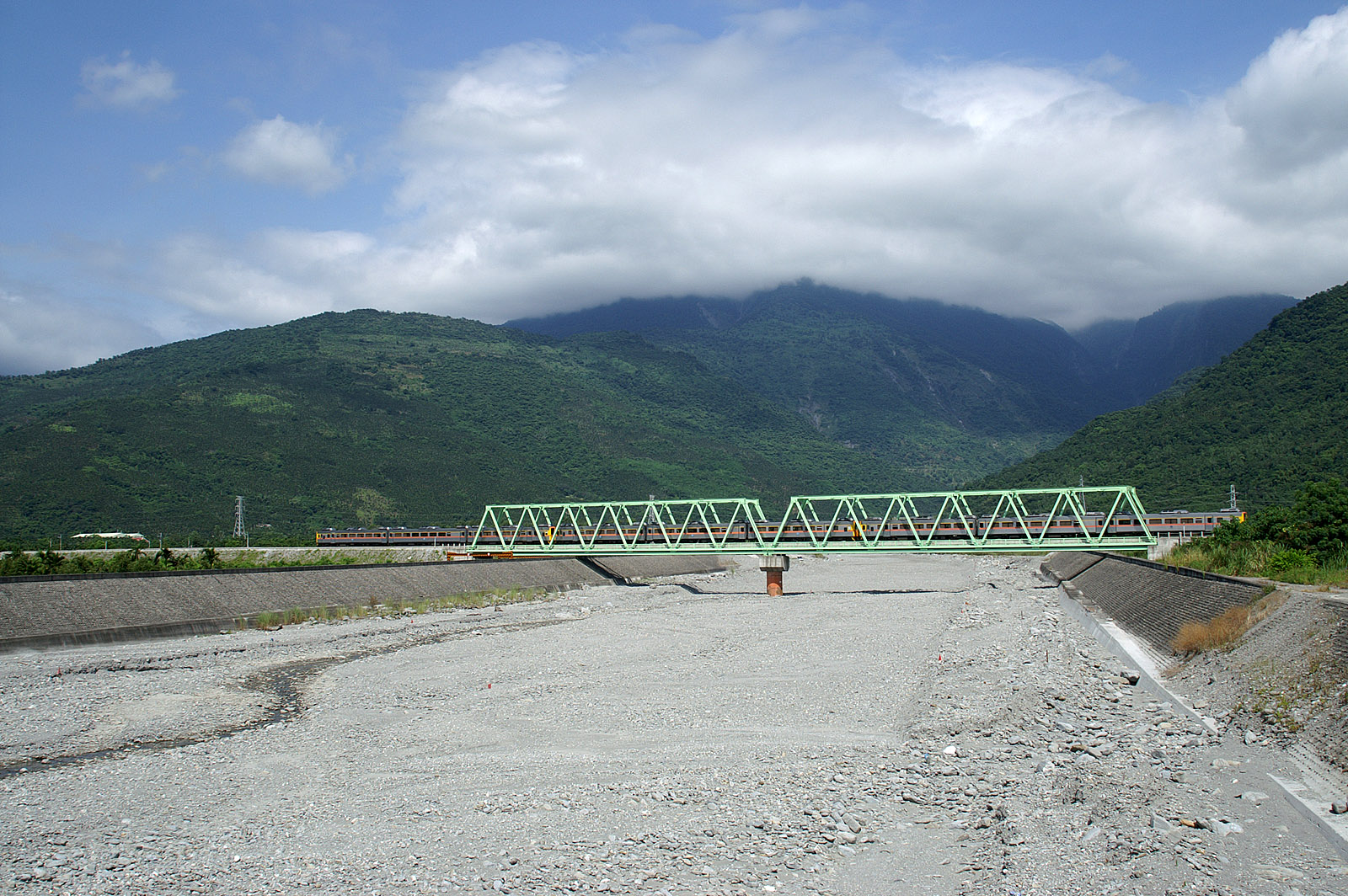
台東線の特色を表した鉄橋 - 新加濃濃渓橋

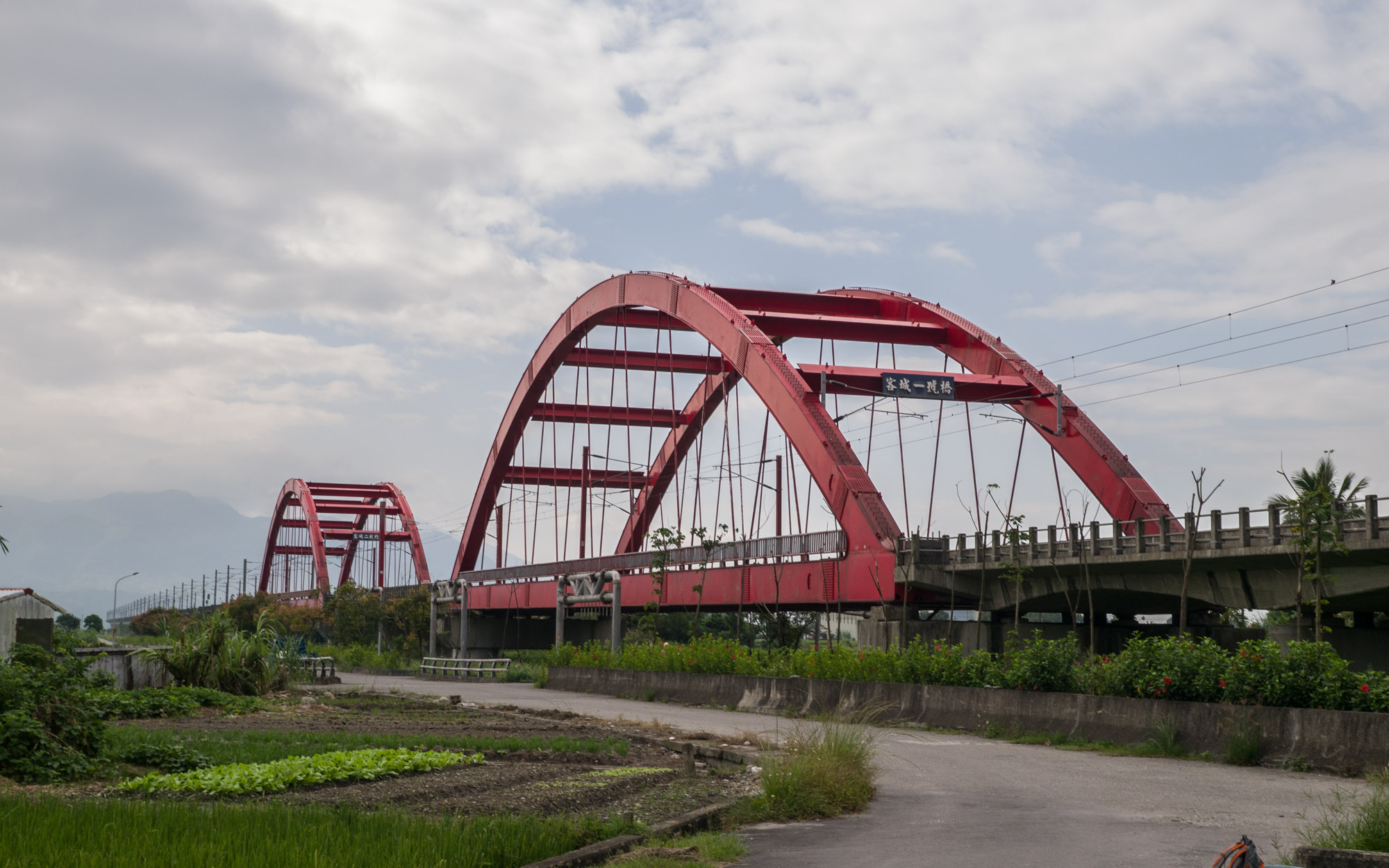
玉里客城鉄橋

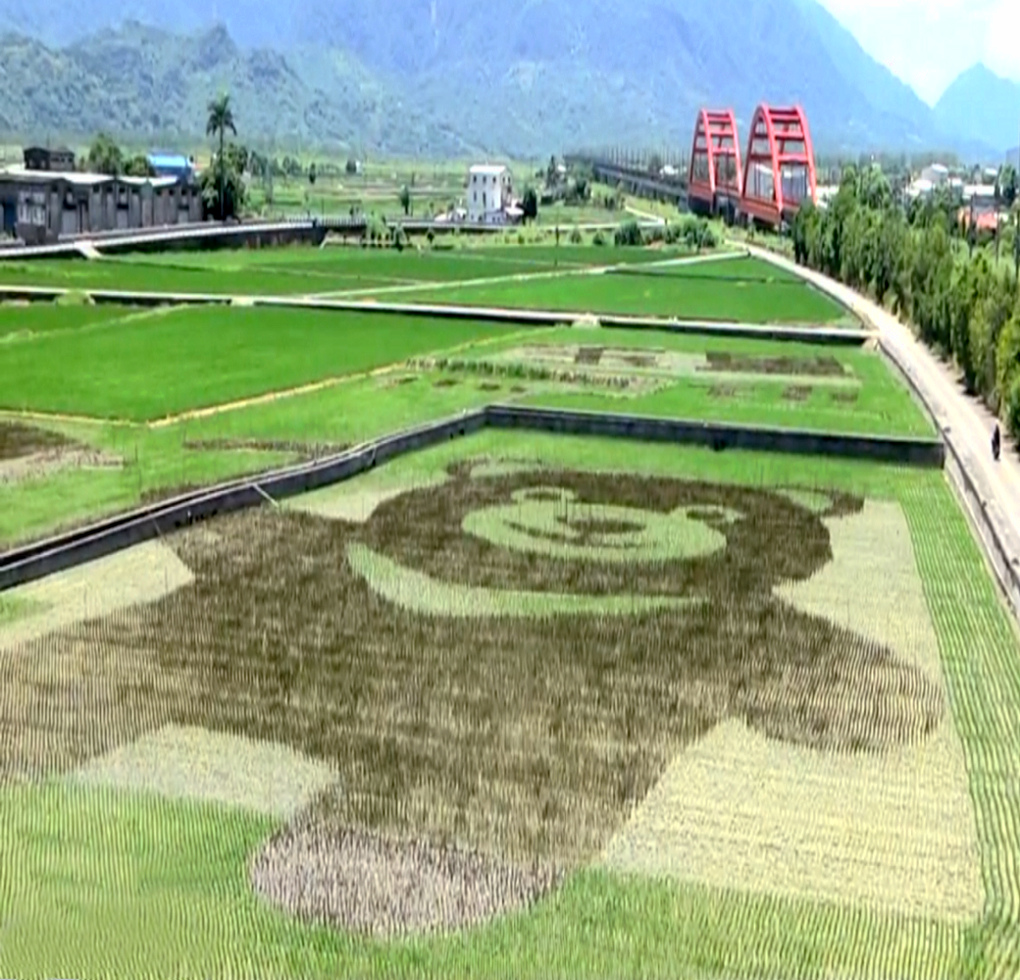
玉里客城鉄橋付近の田んぼアート

台東線（たいとうせん）は、台湾花蓮県花蓮市の花蓮駅から台東県台東市の台東駅に至る、台湾鉄路公司の鉄道路線。起終点の駅名から、花東線（かとうせん）の別称がある。

## 路線データ
- 管理者：台湾鉄路公司
- 路線距離（営業キロ）：花蓮 - 台東間 150.9 km
- 軌間：1,067mm
- 駅数：26（起終点駅含む。）
- トンネル数：5
- 複線区間：
  - 寿豊 - 光復間 25.7km
  - 瑞穂 - 三民間 9.3km
  - 玉里 - 東里間 6.7km
  - 山里 - 台東間 8.1km
- 電化区間：全線電化（交流25000V、2014年6月完成）
- 電報略号：ㄏㄚㄉㄒ
- 開業日：1910年12月16日部分開業、1926年3月25日全線開業。

## 歴史
日清戦争後、日本は下関条約により割譲された台湾経営に着手する。合理的な経営には交通網整備が不可欠であるとし、1898年より台湾東部の鉄道路線に関する調査を開始、1910年2月1日より花蓮港（花蓮旧駅）から璞石閣（現在の玉里）間の建設に着手し、同年12月16日に花蓮港から鯉魚尾（現・寿豊駅）までが開通した。規格は軌間762mmの軽便鉄道であったが、将来は1,067mmに改軌して、西部縦貫線との連絡を考慮に入れての建設であった。玉里までの区間は7年4ヶ月の歳月と、総工費434万円の費用をもって、1917年11月1日に開業した。
璞石閣以南の建設は二期建設計画に策定されたが、当時の交通需要から積極的な建設は推進されなかった。そこで台東開拓会社は卑南（現在の台東市） - 里壠（現在の関山鎮）間の建設を自力で進め、1919年12月16日に供用開始としている。1920年代に入ると交通機関の一元化が提唱されたことから、1924年に台東開拓会社鉄道は台湾総督府鉄道により買収され、台東南線となる。同時に未着工区間であった台東 - 里壠間の建設を開始した。1926年3月25日、公埔と池上間が開通したことに伴い花蓮～台東を結ぶ総延長171.8キロの台東鉄道が完成し、全通式典が玉里で開かれた。
当時の台東線は軽便鉄道であったため列車の高速化が困難であり、花蓮 - 台東間は旅客で7 - 8時間、貨物の場合は11時間以上を要していた。しかし蒸気機関車牽引列車からディーゼル気動車へ更新されるに従い所要時間は漸次短縮され、1968年に新型光華号が投入されると、所要時間は3～4時間と大幅に短縮された(p115)。また、ナローゲージでは珍しい寝台車を連結した夜行列車も運行されていた。

### 台東線改軌計画
軽便鉄道規格で供用開始した台東線であったが、1967年に花蓮管理処より1,067mmへの改軌計画が提出され、台東線の輸送力強化が計画された:頁97。しかし、この時は計画は見送られ、南廻線による環島鉄道計画が立案されてから具体化の方向となった。
1978年7月1日、改軌工事が開始されたが:頁97、工事は既存鉄道を運行しながらの同時進行であったため、その輸送力確保は困難を極めた。ナローゲージの線路の両側に1,067mm軌道を設置する四線軌条方式で工事を進め、また鉄道敷設には適当でない場所に関しては新線を建設した。当初は同時期に完工した北廻線と田浦駅、のちに吉安駅での乗換えという形だったが、1982年6月26日に全線改軌工事は完了し:頁98、翌日台北方面からの直通列車が運行されるに至った:頁98。また、舞鶴～三民間の自強トンネル工事は予定より遅れ、1984年末に完成し、1985年元旦に開通した:頁98。

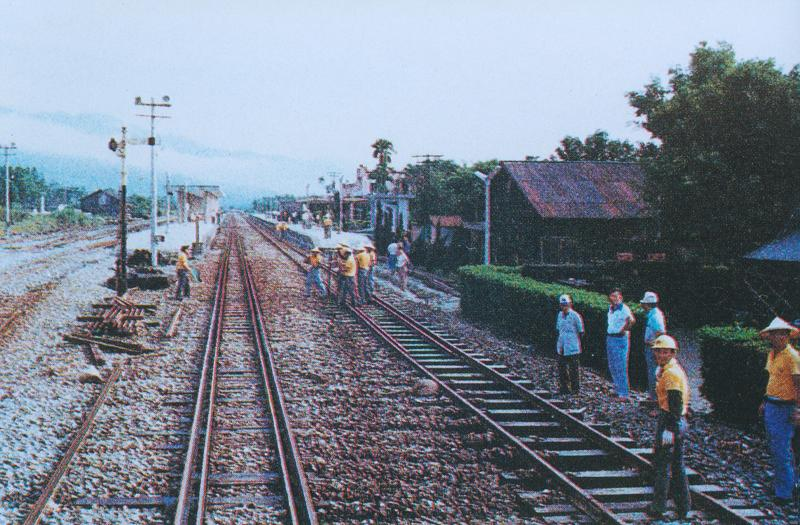
切替直前の四線軌道

### 台東線改良計画
現在複線電化事業が行われており、このうち電化工事については、2014年6月に完成した。これに併せて新型自強号電車（TEMU2000型電車）の投入が進められ、電化開業後は、それまでと比較して大幅な時間短縮を実現した。電化開業とともに、その直後のダイヤ改正で台東線に普快車として残っていたDR2700型が営業運転から退いた。引き続き、部分複線化工事が進められている。
- 主な内容
  - 全線重軌化
  - 自動閉塞式の採用
  - 寿豊 - 南平間約9kmの複線化
  - 鳳林 - 萬栄間の直線化
    - 鳳林 - 万里渓橋間新トンネル建設
    - 万里渓橋新規架橋

  - 瑞穂～舞鶴間の直線化

#### 沿革
- 2007年3月30日：玉里 - 東里間が新線上に移転、東里駅は新駅舍に移転、安通駅を廃止。
- 2013年6月27日：関山 - 瑞和間の直線化、月美駅を廃止。
- 2013年11月14日：新渓口トンネル（中国語版）開通。旧溪口一号、二号トンネル及び溪口駅を廃止。
- 2014年6月28日：全線電化（交流）
- 2017年9月26日：新自強トンネル（中国語版）と新第二紅葉渓橋が開通。旧自強トンネル及び舞鶴信号場を廃止[13][14]。
- 2018年7月10日：林栄新光駅（旧称・林栄駅）再開業[15]。

将来
- 2022年9月：南平 - 萬栄間が複線化予定[16]。（寿豊 - 光復間の連続約26kmが複線となる）

### 全線複線化計画
花蓮 - 台東及び南廻線知本までの全線複線化について、2017年2月に実現可能性調査案が政府国家発展委員会で承認され、前瞻基礎建設計画の対象事業となった。環境アセスメントは初回審査が2020年4月23日に、本審査は8月に通過した。2021年4月8日、複線化事業の総合計画が行政院で承認された。
その後設計作業が進められ、工期約7年、総事業費約456.27億ニュー台湾ドルを予定し、完成後は区間車が現行より約45分の短縮となる。

## 使用車両
- 対号列車
  - 自強号
    - 電車
      - E1000型プッシュ･プル式電車
      - 振子式TEMU1000型電車（太魯閣号）
      - 傾斜式TEMU2000型電車（普悠瑪号）
      - EMU3000型（2021年より[21]）

    - 気動車
      - DR2900型
      - DR3000型
      - DR3100型

  - 莒光号/復興号、環島之星（多客期の臨時列車）
    - 頭等客車/二等客車（平快を除く）
- 非対号列車
  - 区間車
    - EMU500

## 運転状況
- 区間車
  - 花蓮市、鳳林鎮、 光復郷、玉里鎮、関山鎮、台東市を拠点にして運行。
- 対号列車
  - 東部幹線上り列車の多くは台東を始発駅としているが、一部列車は南迴線知本を始発としている。ほとんどの列車の終着駅は樹林である。しかし、一部の列車は新竹・苗栗・台中・彰化まで運行している。
  - 東部幹線下り列車は樹林を始発として、台東まで運行しているが、一部列車は南迴線知本まで運行している。
  - 南迴線経由の列車は新左営・高雄・台南・台中～台東・花蓮の区間を運行している。

## 駅一覧
- ※の駅は廃止された駅である（2018年7月10日現在）
- 背景色が■である部分は現在施設が供用されていない、または完成していないことを示す。
- 線路 … ∥：複線区間、◇：単線区間（列車交換可能）、｜：単線区間（列車交換不可）、∨：ここより下は単線、∧：ここより下は複線
  - 一部の区間（橋梁やトンネルなど）は単線だが、複線化の用地が確保されている。

| 駅名        | 駅名         | 駅名                | 駅間 キロ | 累計 キロ | 等級 | 接続路線・備考                                              | 線路 | 所在地 | 所在地 |
| 日本語      | 繁体字中国語 | 英語                | 駅間 キロ | 累計 キロ | 等級 | 接続路線・備考                                              | 線路 | 所在地 | 所在地 |
| ----------- | ------------ | ------------------- | --------- | --------- | ---- | ----------------------------------------------------------- | ---- | ------ | ------ |
| 花蓮駅      | 花蓮車站     | Hualien             | 0.0       | 0.0       | 特等 | 北廻線と接続                                                | ∨    | 花蓮県 | 花蓮市 |
| ※花蓮旧駅   | 花蓮舊站     | Hualien             |           | 0.0       | 廃止 |                                                             |      | 花蓮県 | 花蓮市 |
| ※田浦駅     | 田浦車站     | Tienpu              |           | 2.3       | 廃止 |                                                             |      | 花蓮県 | 花蓮市 |
| 吉安駅      | 吉安車站     | Ji'an               | 3.4       | 3.4       | 三等 |                                                             | ◇    | 花蓮県 | 吉安郷 |
| ※干城駅     | 干城車站     | Gancheng            |           | 8.2       | 廃止 |                                                             |      | 花蓮県 | 吉安郷 |
| 志学駅      | 志學車站     | Zhixue              | 9.0       | 12.4      | 三等 |                                                             | ◇    | 花蓮県 | 寿豊郷 |
| 平和駅      | 平和車站     | Pinghe              | 2.9       | 15.3      | 招呼 |                                                             | ｜   | 花蓮県 | 寿豊郷 |
| 寿豊駅      | 壽豐車站     | Shoufeng            | 1.9       | 17.2      | 三等 |                                                             | ∧    | 花蓮県 | 寿豊郷 |
| 豊田駅      | 豐田車站     | Fengtian            | 2.7       | 19.9      | 三等 |                                                             | ∥    | 花蓮県 | 寿豊郷 |
| ※渓口駅     | 溪口車站     | Xikou               |           | 24.0      | 廃止 | 2013年11月14日廃止                                          |      | 花蓮県 | 寿豊郷 |
| 林栄新光駅  | 林榮新光車站 | Linrong Shin Kong   |           | 26.1      | 簡易 | 旧称：平林・林栄 2018年7月10日再開業 早朝・夜間は全列車通過 | ∥    | 花蓮県 | 鳳林鎮 |
| 南平駅      | 南平車站     | Nanping             | 8.5       | 28.3      | 乙簡 |                                                             | ∨    | 花蓮県 | 鳳林鎮 |
| 鳳林駅      | 鳳林車站     | Fenglin             | 4.1       | 32.5      | 三等 |                                                             | ◇    | 花蓮県 | 鳳林鎮 |
| 萬栄駅      | 萬榮車站     | Wanrong             | 4.8       | 37.3      | 三等 |                                                             | ∧    | 花蓮県 | 鳳林鎮 |
| 光復駅      | 光復車站     | Guangfu             | 5.6       | 42.9      | 三等 |                                                             | ∨    | 花蓮県 | 光復郷 |
| ※大興駅     | 大興車站     | Daxing              |           |           | 廃止 |                                                             |      | 花蓮県 | 光復郷 |
| 大富駅      | 大富車站     | Dafu                | 7.7       | 50.6      | 招呼 |                                                             | ｜   | 花蓮県 | 光復郷 |
| 富源駅      | 富源車站     | Fuyuan              | 3.0       | 53.6      | 三等 |                                                             | ◇    | 花蓮県 | 瑞穂郷 |
| ※瑞北駅     | 瑞北車站     | Ruibei              |           | 59.8      | 廃止 | 2003年8月23日廃止                                           |      | 花蓮県 | 瑞穂郷 |
| 瑞穂駅      | 瑞穗車站     | Ruisui              | 9.3       | 62.9      | 三等 |                                                             | ◇    | 花蓮県 | 瑞穂郷 |
| ※舞鶴信号場 | 舞鶴號誌站   | Wuhe Signal Station |           | 67.3      | 號誌 | 2017年9月26日廃止                                           | ◇    | 花蓮県 | 瑞穂郷 |
| 三民駅      | 三民車站     | Sanmin              | 9.2       | 72.1      | 乙簡 |                                                             | ◇    | 花蓮県 | 玉里鎮 |
| ※大禹駅     | 大禹車站     | Dayu                |           | 78.4      | 廃止 |                                                             |      | 花蓮県 | 玉里鎮 |
| ※泰昌駅     | 泰昌車站     | Taichang            |           | 83.0      | 廃止 |                                                             |      | 花蓮県 | 玉里鎮 |
| 玉里駅      | 玉里車站     | Yuli                | 11.0      | 83.1      | 一等 |                                                             | ∧    | 花蓮県 | 玉里鎮 |
| ※楽合駅     | 樂合車站     | Lehe                |           |           | 廃止 |                                                             |      | 花蓮県 | 玉里鎮 |
| ※安通駅     | 安通車站     | Antong              |           | 89.8      | 廃止 | 2007年3月30日廃止                                           |      | 花蓮県 | 玉里鎮 |
| 長良駅      | 長良車站     | Changliang          |           |           |      | 計画駅                                                      |      | 花蓮県 | 玉里鎮 |
| 東里駅      | 東里車站     | Dongli              | 6.7       | 89.8      | 三等 | 2007年3月30日駅舎移転。                                     | ∨    | 花蓮県 | 富里郷 |
| ※萬寧駅     | 萬寧車站     | Wanning             |           |           | 廃止 |                                                             |      | 花蓮県 | 富里郷 |
| 東竹駅      | 東竹車站     | Dongzhu             | 5.9       | 95.7      | 乙簡 |                                                             | ◇    | 花蓮県 | 富里郷 |
| ※富北駅     | 富北車站     | Fubei               |           |           | 廃止 |                                                             |      | 花蓮県 | 富里郷 |
| 富里駅      | 富里車站     | Fuli                | 6.2       | 101.9     | 三等 |                                                             | ◇    | 花蓮県 | 富里郷 |
| ※富南駅     | 富南車站     | Funan               |           |           | 廃止 |                                                             |      | 花蓮県 | 富里郷 |
| ※三台駅     | 三台車站     | Santai              |           | 110.9     | 廃止 |                                                             |      | 花蓮県 | 富里郷 |
| 池上駅      | 池上車站     | Chishang            | 6.9       | 108.8     | 三等 |                                                             | ◇    | 台東県 | 池上郷 |
| 海端駅      | 海端車站     | Haiduan             | 5.6       | 114.4     | 乙簡 |                                                             | ◇    | 台東県 | 関山鎮 |
| ※徳高駅     | 德高車站     | Degao               |           |           | 廃止 |                                                             |      | 台東県 | 関山鎮 |
| 関山駅      | 關山車站     | Guanshan            | 6.5       | 120.9     | 三等 |                                                             | ◇    | 台東県 | 関山鎮 |
| ※月美駅     | 月美車站     | Yuemei              |           | 125.2     | 廃止 | 2013年6月27日廃止                                           |      | 台東県 | 関山鎮 |
| 瑞和駅      | 瑞和車站     | Ruihe               | 7.4       | 128.3     | 招呼 |                                                             | ｜   | 台東県 | 鹿野郷 |
| 瑞源駅      | 瑞源車站     | Ruiyuan             | 2.8       | 131.1     | 三等 |                                                             | ◇    | 台東県 | 鹿野郷 |
| 鹿野駅      | 鹿野車站     | Luye                | 5.5       | 136.6     | 三等 |                                                             | ◇    | 台東県 | 鹿野郷 |
| 山里駅      | 山里車站     | Shanli              | 6.2       | 142.8     | 乙簡 |                                                             | ∧    | 台東県 | 卑南郷 |
| ※中興駅     | 中興車站     | Zhongxing           |           |           | 廃止 |                                                             |      | 台東県 | 卑南郷 |
| ※嘉豊駅     | 嘉豐車站     | Jiafeng             |           | 150.2     | 廃止 |                                                             |      | 台東県 | 卑南郷 |
| ※初鹿駅     | 初鹿車站     | Chulu               |           | 155.6     | 廃止 |                                                             |      | 台東県 | 卑南郷 |
| ※東成駅     | 東成車站     | Dongcheng           |           |           | 廃止 |                                                             |      | 台東県 | 卑南郷 |
| ※檳榔駅     | 檳榔車站     | Binlang             |           | 162.1     | 廃止 |                                                             |      | 台東県 | 卑南郷 |
| 台東駅      | 臺東車站     | Taitung             | 8.1       | 150.9     | 一等 | 南廻線と接続                                                | ∨    | 台東県 | 台東市 |
| ※馬蘭駅     | 馬蘭車站     | Malan               |           | 168.3     | 廃止 |                                                             |      | 台東県 | 台東市 |
| ※台東旧駅   | 台東舊站     | Taitung             |           | 170.7     | 廃止 |                                                             |      | 台東県 | 台東市 |
| ※台東海岸駅 | 臺東海岸車站 | Taitung Hai'an      |           | 171.8     | 廃止 |                                                             |      | 台東県 | 台東市 |